# Saint-Germain (Ardèche)
Pour les articles homonymes, voir Saint-Germain.
Saint-Germain est une commune française, située dans le département de l'Ardèche en région Auvergne-Rhône-Alpes. Ses habitants sont appelés les Saint-Germinois.

## Géographie

### Situation et description
Le village de Saint-Germain est situé en Ardèche méridionale dans la partie "Sources et Volcans" ainsi que du Berg-Helvie depuis 2015. Les communes les plus proches sont Lavilledieu (3 km), Vogüé (5 km) Villeneuve-de-Berg (6 km) Lussas (8 km) ou encore Mirabel (10 km). La commune est proche de la vallée du Rhône par Le Teil ainsi que des gorges de l'Ardèche à seulement 23 km de Vallon-Pont-d'Arc.

### Communes limitrophes
|       | Lavilledieu   | Mirabel            |
| Vogüé | Saint-Germain | Villeneuve-de-Berg |
|       | Rochecolombe  |                    |

### Climat
Pour des articles plus généraux, voir Climat d'Auvergne-Rhône-Alpes et Climat de l'Ardèche.
En 2010, le climat de la commune est de type climat méditerranéen altéré, selon une étude du CNRS s'appuyant sur une série de données couvrant la période 1971-2000. En 2020, Météo-France publie une typologie des climats de la France métropolitaine dans laquelle la commune est exposée à un climat de montagne ou de marges de montagne et est dans la région climatique Provence, Languedoc-Roussillon, caractérisée par une pluviométrie faible en été, un très bon ensoleillement (2 600 h/an), un été chaud (21,5 °C), un air très sec en été, sec en toutes saisons, des vents forts (fréquence de 40 à 50 % de vents > 5 m/s) et peu de brouillards.
Pour la période 1971-2000, la température annuelle moyenne est de 12,8 °C, avec une amplitude thermique annuelle de 17,9 °C. Le cumul annuel moyen de précipitations est de 1 031 mm, avec 6,9 jours de précipitations en janvier et 4,3 jours en juillet. Pour la période 1991-2020, la température moyenne annuelle observée sur la station météorologique de Météo-France la plus proche, « Lanas Syn », sur la commune de Lanas à 5 km à vol d'oiseau, est de 13,7 °C et le cumul annuel moyen de précipitations est de 1 066,6 mm,. Pour l'avenir, les paramètres climatiques de la commune estimés pour 2050 selon différents scénarios d'émission de gaz à effet de serre sont consultables sur un site dédié publié par Météo-France en novembre 2022.

### Hydroraphie
Le territoire de la commune est traversé par l'Auzon, un affluent gauche de la rivière Ardèche. Un autre cours d'eau, la Claduègne, conflue dans l'Auzon sur le territoire communal.

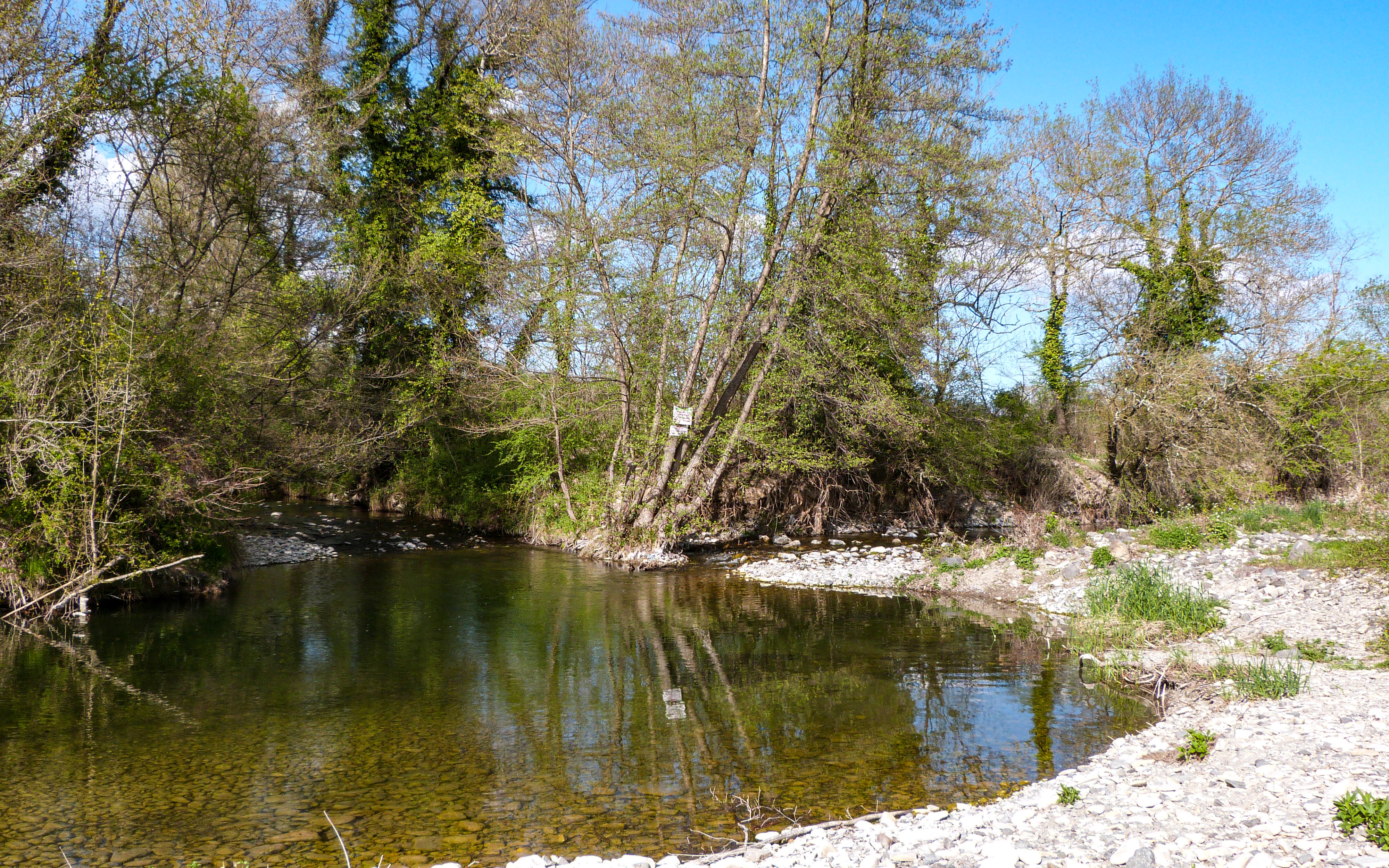
Point de confluence de la Claduègne et de l'Auzon.

### Voies de communication
L'extrémité orientale du territoire communal est traversée par la route nationale 102 (RN 102) qui relie l'autoroute A75 à la RN 7 et l'A7, à Montélimar et de l'ancien route nationale 107 devenue RD 107 et qui relie  Florac à Nîmes. le bourg central est relié à cette route par la RD 103.

## Urbanisme

### Typologie
Au 1er janvier 2024, Saint-Germain est catégorisée bourg rural, selon la nouvelle grille communale de densité à 7 niveaux définie par l'Insee en 2022.
Elle est située hors unité urbaine. Par ailleurs la commune fait partie de l'aire d'attraction d'Aubenas, dont elle est une commune de la couronne,. Cette aire, qui regroupe 68 communes, est catégorisée dans les aires de 50 000 à moins de 200 000 habitants,.

### Occupation des sols
L'occupation des sols de la commune, telle qu'elle ressort de la base de données européenne d’occupation biophysique des sols Corine Land Cover (CLC), est marquée par l'importance des forêts et milieux semi-naturels (58,7 % en 2018), une proportion sensiblement équivalente à celle de 1990 (58,8 %). La répartition détaillée en 2018 est la suivante : 
forêts (35,6 %), cultures permanentes (26,8 %), milieux à végétation arbustive et/ou herbacée (23,1 %), zones agricoles hétérogènes (9,6 %), zones urbanisées (4,9 %).
L'évolution de l’occupation des sols de la commune et de ses infrastructures peut être observée sur les différentes représentations cartographiques du territoire : la carte de Cassini (XVIIIe siècle), la carte d'état-major (1820-1866) et les cartes ou photos aériennes de l'IGN pour la période actuelle (1950 à aujourd'hui).

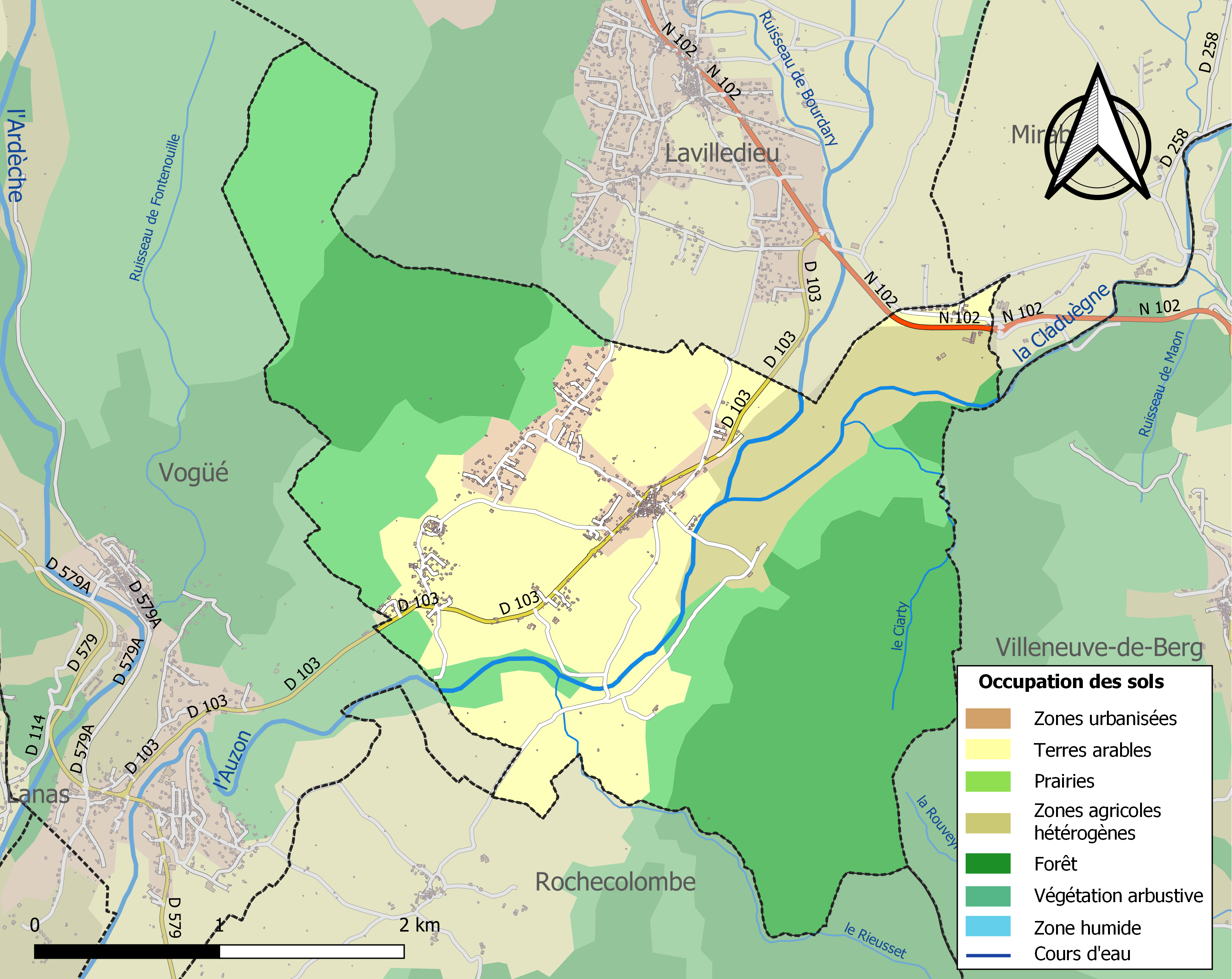
Carte des infrastructures et de l'occupation des sols de la commune en 2018 (CLC).

## Histoire
Saint-Germain était à l'origine un village médiéval marqué par les carrières de pierre qui se trouvaient à proximité du hameau des Chaze (ouest du village) où on trouve un vieux four à pain.
La fondation de la paroisse remonte vers 1150. Geoffroy de Vogüé, évêque de Saint-Paul-Trois-Châteaux, en est le propriétaire[Quoi ?]. Il laisse à sa mort une somme d'argent pour construire un escalier d'accès.
Le 21 décembre 1219, l’évêque Robert de Mahun est assassiné lors d’une embuscade (Histoire du Vivarais de Jean Règne, tome 2 -page 82)
Le 9 août 1570, durant les guerres de Religion les catholiques se réfugient dans la tour fortifiée qui constitue aujourd'hui le soubassement du clocher actuel. C'est également durant cette période trouble qu'un abbé habitant au hameau des Chazes, dont la maison existe toujours, se réfugia dans une grotte située au nord ouest du hameau, afin de fuir les persécutions de la part des Huguenots. La grotte existe toujours à ce jour et porte le nom de "grotte de l'abbé Chazes".
En 1670 sous le règne de Louis XIV, les conditions de vie très  difficiles, poussent certains villageois à participer à une révolte conduite par Anthoine du Roure (seigneur de Lachapelle-sous-Aubenas). Mais face à l'armée royale, cette « jacquerie » prendra fin à Lavilledieu où du Roure sera battu. En guise de représailles le clocher sera écimé (ainsi que ceux de Lavilledieu et de Voguë). Un dimanche, devant les paroissiens rassemblés et encadrés par des soldats, c’est avec humiliation que les chefs de famille sont contraints d’écimer leur clocher qui désormais sera coiffé d’une simple toiture.
Le 27 juillet 1884, éclate un fléau du choléra qui touchera les communes de Vogüé, Rochecolombe et de Lavilledieu. Les Saint-Germinois font le 8 septembre le vœu que si leur village était épargné ils mettront sur leur clocher une statue de Notre-Dame de Lourdes et le village ne connaîtra pas le choléra. En guise de remerciement envers la Vierge, une statue de Notre-Dame sera mise sur le clocher rénové du village le 12 mars 1893.
En 1964, la paroisse et la mairie se sont concertées pour doter le village d’une horloge électrique qui sonnerait automatiquement heures et demi-heures ainsi que les trois angélus. Cette modernisation allait nécessiter une 2e cloche. En 1965 prenait place dans le clocher « Dame Jeanne-Gabrielle »  une cloche de 165 kilos qui sonne le mi-bémol. De nombreux clocherons se sont succédé pour actionner les cloches  au rythme des offices ou des événements. Grâce à l’électrification, on peut sans peine faire tinter ou carillonner à la volée nos cloches pour les offices, les cérémonies, les glas ou le tocsin.
Mais, dans la nuit noire le clocher était peu visible malgré ses presque 40 mètres (plus haut clocher de l’Ardèche). Depuis le 30 janvier 2010, le clocher est illuminé le soir.

## Politique et administration

### Liste des maires

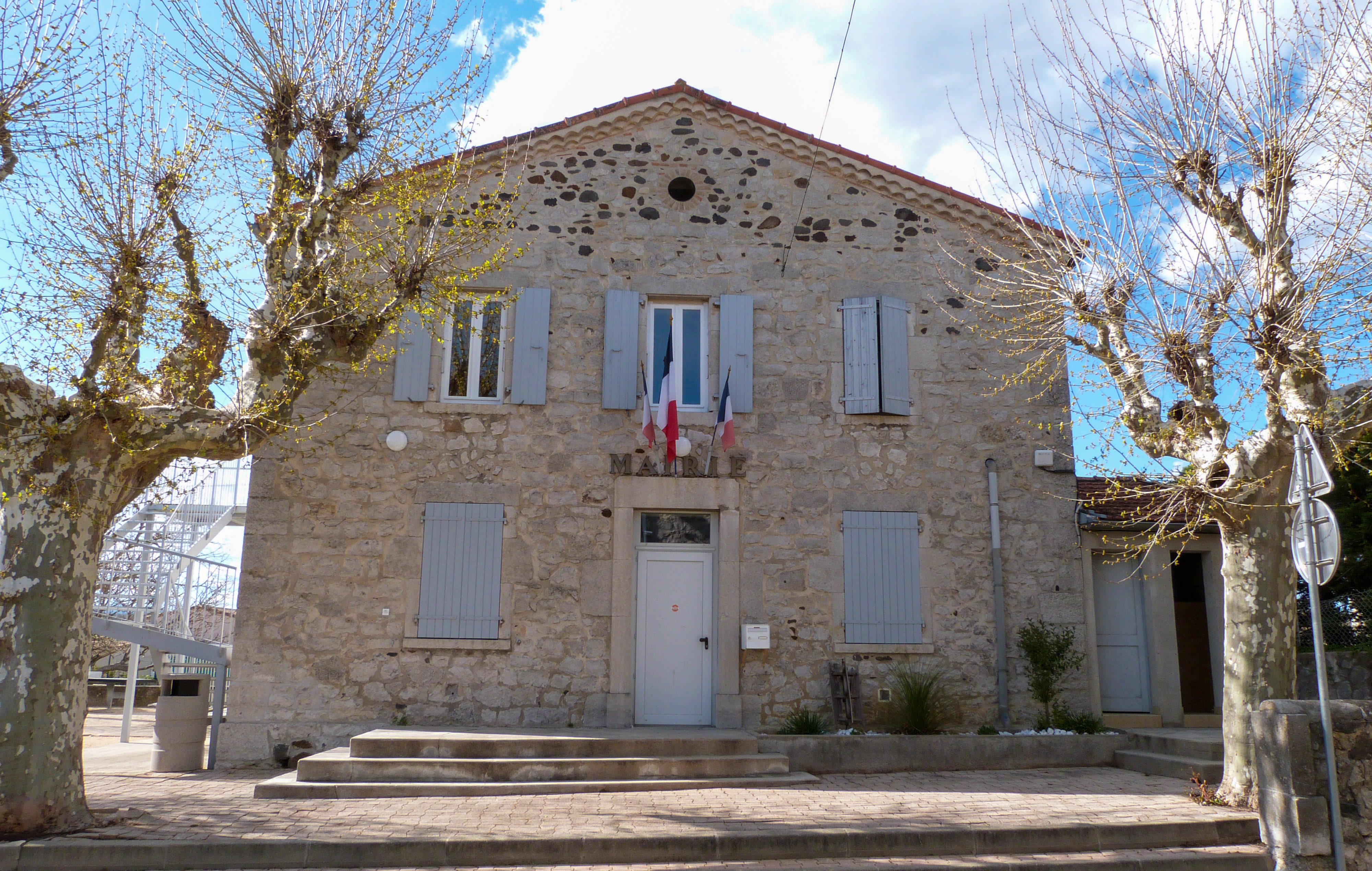
Mairie de la commune en avril 2023.

| Période           | Période                      | Identité              | Étiquette              | Qualité                                                                                    |
| ----------------- | ---------------------------- | --------------------- | ---------------------- | ------------------------------------------------------------------------------------------ |
| 1789              | 1790 (révoqué)               | Étienne Helly         | Royaliste              | Rentier                                                                                    |
| 1790              | 1792                         | André Sénéque         | Révolutionnaire        | Cultivateur                                                                                |
| 1792              | 1798                         | Jean Baptiste Bolze   |                        |                                                                                            |
| 1798              | 1801                         | Frédéric Fargier      |                        |                                                                                            |
| 1801              | 1809                         | Étienne Helly         |                        | Rentier                                                                                    |
| 1809              | 1815                         | Charles Richard       |                        | Propriétaire                                                                               |
| 1815              | 1815                         | André Labro           |                        | Cultivateur                                                                                |
| 1815              | 1819                         | Antoine Lauriol       |                        | Cultivateur                                                                                |
| 1819              | 1825                         | François Pastré       |                        | Cultivateur                                                                                |
| 1825              | 1830                         | Félix Helly           |                        | Rentier                                                                                    |
| 1830              | 1844                         | François Sénéque      |                        | Propriétaire                                                                               |
| 1844              | 1848                         | Antoine Gascon        |                        | Propriétaire                                                                               |
| 1848              | 1876                         | Germain Sauveur       |                        | Propriétaire                                                                               |
| 1876              | 1879                         | Benjamin Gascon       |                        | Propriétaire                                                                               |
| 1879              | 1888                         | Clément Raoulx        |                        | Propriétaire                                                                               |
| 1888              | 1892                         | Benjamin Gascon       |                        | Propriétaire                                                                               |
| mai 1892          | 17 mars 1907 (décès)         | Frédéric Fargier      | Républicain            | Propriétaire                                                                               |
| 5 mai 1907        | 17 mai 1925                  | Firmin Croze          | Républicain            | Propriétaire                                                                               |
| 17 mai 1925       | 18 novembre 1929 (décès)     | Jean-Baptiste Mounier | Républicain-Socialiste | Cultivateur                                                                                |
| 5 janvier 1930    | 19 mai 1935                  | Auguste Monjal        | Radical de gauche      | Tailleur de pierres                                                                        |
| 19 mai 1935       | 21 juillet 1944 (décès)      | Paul Boyron           | Conservateur           | Cafetier Paul-Edmond Tardieu assure l'intérim de juillet à septembre 1944                  |
| 19 septembre 1944 | 9 mai 1953                   | Ernest Guigon         | PCF                    | Entrepreneur en maçonnerie Président du comité de Libération élu maire le 18 mai 1945      |
| 9 mai 1953        | 30 décembre 1955 (démission) | Pierre-Marie Veyrat   | DVD                    | Médecin                                                                                    |
| 30 décembre 1955  | 9 juillet 1960 (démission)   | Édouard Beaume        | DVD                    | Ingénieur à Lafarge                                                                        |
| 9 juillet 1960    | 11 août 1973 (décès)         | Paul-Edmond Tardieu   |                        | Agriculteur                                                                                |
| 22 septembre 1973 | 26 mars 1983                 | Maurice Fallot        |                        | Agriculteur                                                                                |
| 26 mars 1983      | 24 mars 1989                 | Denis Boule           |                        | Agriculteur                                                                                |
| 24 mars 1989      | 23 juin 1995                 | Francis Imbert        |                        | Retraité SNCF                                                                              |
| 23 juin 1995      | 30 janvier 2005              | Gérard Martinell      |                        | Aide-soignant Le conseil municipal fut dissous par la préfecture à la suite de dissensions |
| 30 janvier 2005   | 14 mars 2008                 | Francis Imbert        |                        | Retraité SNCF                                                                              |
| 14 mars 2008      | En cours (au 6 août 2020)    | Joseph Fallot,        |                        | Gérant de société Président du SIVOM Olivier de Serres                                     |

## Population et société

### Démographie
L'évolution du nombre d'habitants est connue à travers les recensements de la population effectués dans la commune depuis 1793. Pour les communes de moins de 10 000 habitants, une enquête de recensement portant sur toute la population est réalisée tous les cinq ans, les populations de référence des années intermédiaires étant quant à elles estimées par interpolation ou extrapolation. Pour la commune, le premier recensement exhaustif entrant dans le cadre du nouveau dispositif a été réalisé en 2005.

En 2022, la commune comptait 704 habitants, en évolution de −0,71 % par rapport à 2016 (Ardèche : +2,48 %, France hors Mayotte : +2,11 %).
| 1793 | 1800 | 1806 | 1821 | 1831 | 1836 | 1841 | 1846 | 1851 |
| ---- | ---- | ---- | ---- | ---- | ---- | ---- | ---- | ---- |
| 297  | 243  | 291  | 247  | 266  | 327  | 344  | 366  | 376  |

| 1856 | 1861 | 1866 | 1872 | 1876 | 1881 | 1886 | 1891 | 1896 |
| ---- | ---- | ---- | ---- | ---- | ---- | ---- | ---- | ---- |
| 386  | 397  | 422  | 408  | 424  | 410  | 432  | 444  | 428  |

| 1901 | 1906 | 1911 | 1921 | 1926 | 1931 | 1936 | 1946 | 1954 |
| ---- | ---- | ---- | ---- | ---- | ---- | ---- | ---- | ---- |
| 420  | 397  | 414  | 422  | 406  | 372  | 347  | 303  | 282  |

| 1962 | 1968 | 1975 | 1982 | 1990 | 1999 | 2005 | 2006 | 2010 |
| ---- | ---- | ---- | ---- | ---- | ---- | ---- | ---- | ---- |
| 241  | 267  | 212  | 280  | 340  | 505  | 581  | 599  | 635  |

| 2015 | 2020 | 2022 | - | - | - | - | - | - |
| ---- | ---- | ---- | - | - | - | - | - | - |
| 716  | 710  | 704  | - | - | - | - | - | - |

### Enseignement
La commune est rattachée à l'académie de Grenoble.

### Médias
La commune est située dans la zone de distribution de deux organes de la presse écrite :
- L'Hebdo de l'Ardèche

Il s'agit d'un journal hebdomadaire français basé à Valence et couvrant l'actualité de tout le département de l'Ardèche.
- Le Dauphiné libéré

Il s'agit d'un journal quotidien de la presse écrite française régionale distribué dans la plupart des départements de l'ancienne région Rhône-Alpes, notamment l'Ardèche. La commune est située dans la zone d'édition d'Aubenas, Privas et la Vallée du Rhône.

### Cultes
La communauté catholique et l'église de Saint-Germain (propriété de la commune) sont rattachées à la paroisse Sainte Marie de Berg et Coiron, elle-même rattachée au diocèse de Viviers.

## Culture et patrimoine

### Lieux et monuments

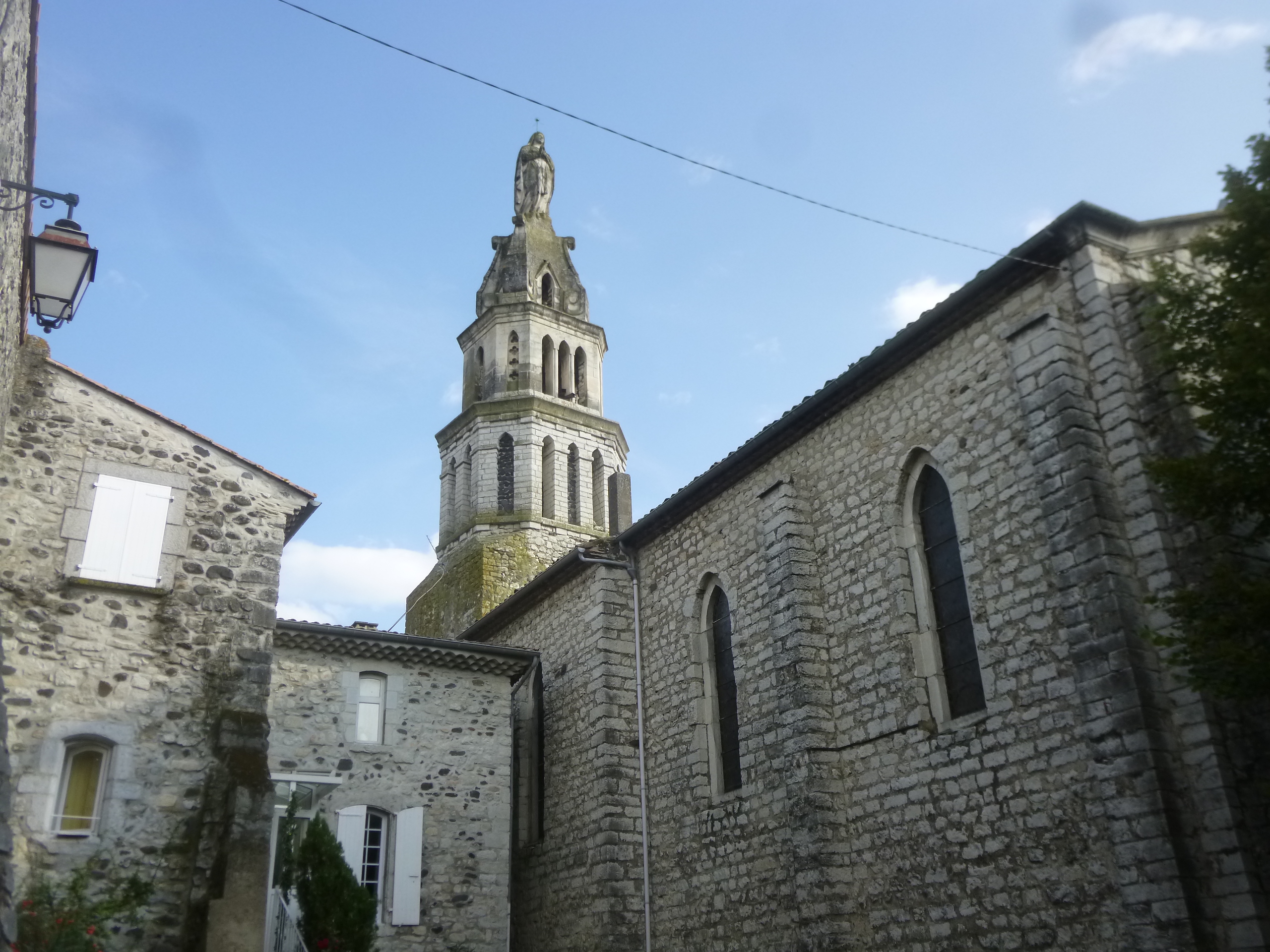
L'église de Saint-Germain.

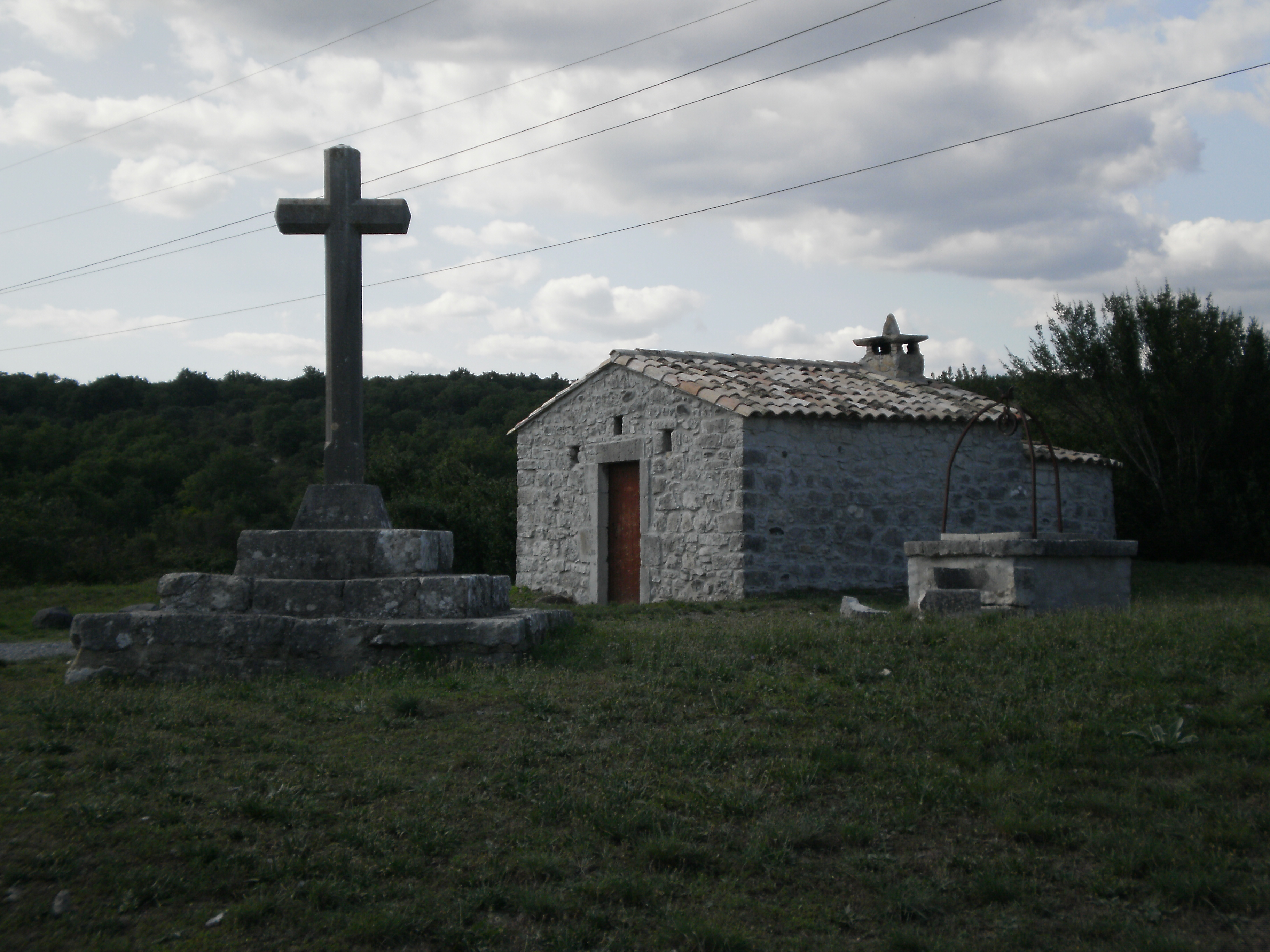
Le four des Chazes.

1. Milliaire romain de la voie d'Antonin situé à l'entrée nord du village indiquant le XIIIe mille (?) depuis Alba, capitale de l'Helvie (voir Helviens).
2. Vestige de pont romain - attribution discutée - (une arche) traversant l'Auzon situé sur le tracé de la voie d'Antonin.
3. L'église Saint-Germain de Saint-Germain du bourg.
4. Le centre du bourg.
5. Le four et le hameau des Chazes.
6. Le parcours de pêche au bord de l'Auzon.

### Héraldique
|  | Saint-Germain (Ardèche) possède des armoiries dont l'origine et le blasonnement exact ne sont pas disponibles. |